# When I Die
"When I Die" (em português:  Quando Eu Morrer) é o segundo single do álbum My Promise, lançado pelo trio de europop No Mercy em 18 de Novembro de 1996. A canção foi originalmente lançada em 1991 pelo grupo The Real Milli Vanilli, através do álbum The Moment of Truth. 
A versão do No Mercey foi um grande sucesso na Europa, alcançando o primeiro lugar na Áustria e Países Baixos, além de entrar no Top 10 da Alemanha, Austrália e Suíça. Nos Estados Unidos e Canadá, a canção foi lançada como terceiro single de My Promise, após a canção "Please Don't Go" obter sucesso. O B-side do single nos Estados Unidos foi a canção "Bonita", que também foi lançada individualmente em um single 12" promocional.
Em 1998, o duo brasileiro Lucas & Matheus lançou uma adaptação em português de "When I Die", intitulada "Vem P'ra Ficar (When I Die)", que foi incluída no álbum Depois de Você, lançado também em 1998.

## Faixas
CD Single
| N.º | Título                                | Duração |  |
| 1.  | "When I Die" (Radio Edit)             | 4:28    |  |
| 2.  | "For Eternity" (Manumission Club Mix) | 5:56    |  |

CD Maxi single
| N.º | Título                                | Duração |  |
| 1.  | "When I Die" (Radio Edit)             | 4:28    |  |
| 2.  | "When I Die" (Extended Version)       | 6:16    |  |
| 3.  | "For Eternity" (Manumission Club Mix) | 5:56    |  |
| 4.  | "When I Die" (Unplugged Version)      | 4:12    |  |
| 5.  | "Message of Love"                     | 3:08    |  |

E.U.A. CD Maxi single
| N.º | Título                                    | Duração |  |
| 1.  | "When I Die" (Extended Version)           | 6:16    |  |
| 2.  | "Bonita" (Ralphi Rosario Club Remix)      | 9:12    |  |
| 3.  | "Bonita" (Ralphi's Bonita Dub)            | 7:23    |  |
| 4.  | "Bonita" (Ralphi Rosario Fiesta Club Mix) | 8:55    |  |
| 5.  | "When I Die" (Unplugged Version)          | 3:08    |  |

## Posições nas paradas musicais
| Parada musical (1996/1997)                          | Melhor posição |
| --------------------------------------------------- | -------------- |
| Alemanha - Germany Top 100 Singles                  | 5              |
| Austrália - ARIA Charts                             | 2              |
| Áustria - Ö3 Austria Top 40                         | 1              |
| Bélgica - Ultratop (Flandres)                       | 7              |
| Bélgica - Ultratop (Valônia)                        | 27             |
| Canadá - Canada RPM Adult Contemporary              | 53             |
| Estados Unidos - Billboard Hot 100                  | 41             |
| Estados Unidos - Hot Dance Music/Maxi-Singles Sales | 14             |
| Estados Unidos - Rhythmic Top 40                    | 21             |
| Estados Unidos - Top 40 Mainstream                  | 37             |
| Países Baixos - MegaCharts                          | 1              |
| Suíça - Schweizer Hitparade                         | 3              |

| Parada de fim de ano (1996)        | Melhor posição |
| ---------------------------------- | -------------- |
| Alemanha - Germany Top 100 Singles | 110            |
| Parada de fim de ano (1997)        | Melhor posição |
| Alemanha - Germany Top 100 Singles | 19             |
| Austrália - ARIA Charts            | 30             |
| Áustria - Ö3 Austria Top 40        | 4              |
| Bélgica - Ultratop (Flandres)      | 35             |
| Países Baixos - Dutch Top 40       | 2              |
| Suíça - Schweizer Hitparade        | 12             |

## Certificações
| País                 | Certificação | Data | Vendas certificadas |
| -------------------- | ------------ | ---- | ------------------- |
| Alemanha - BVMI      | Ouro         | 1997 | 250,000             |
| Austrália - ARIA     | Platina      | 1997 | 70,000              |
| Áustria - IFPI       | Platina      | 1997 | 30,000              |
| Países Baixos - NVPI | Platina      | 1997 | 75,000              |